# Remember (Tananai)
Remember è un singolo del cantautore italiano Tananai (accreditato come Not for Us), pubblicato il 23 dicembre 2016 come secondo estratto dal primo album in studio To Discover and Forget.

## Descrizione
Il brano ha avuto la partecipazione vocale del cantante italiano Ben Alessi, il quale ha collaborato alla composizione insieme al cantautore, il quale ha curato la produzione.

## Tracce
Testi e musiche di Alberto Cotta Ramusino e Ben Alessi.
1. Remember (feat. Ben Alessi) – 4:14

## Formazione
- Alberto "Not for Us" Cotta Ramusino – voce, produzione
- Ben Alessi – voce
- Luigi Barone – mastering, missaggio